# Behrn Fastigheter
Behrn Fastigheter är ett privat fastighetsföretag i Örebro kommun som förvaltar och utvecklar bostäder och kommersiella fastigheter. Dess huvudkontor ligger på Rudbecksgatan i Örebro. Behrn Fastigheter äger bl.a. namnrättigheterna till Behrn Arena (som i folkmun fortfarande kallas Eyravallen), Vinterstadion (bandyarena) och Behrn Arena (ishall) i Örebro. Samtliga går nu officiellt under namnet Behrn Arena. Bland företagets fastigheter finns Behrn Center.

## Kommersiella lokaler
Behrn Fastigheter förvaltar en stor andel kommersiella lokaler. Lokalerna fördelas inom kategorierna: lokaler, kontorslokaler, butikslokaler samt kontorshotell.